# Milvus
Milvus Lacépède, 1799 è un genere di uccelli rapaci della famiglia Accipitridae comunemente noti come "nibbi".

## Tassonomia
Il genere comprende le seguenti specie:
- Milvus milvus (Linnaeus, 1758) - nibbio reale
- Milvus migrans (Boddaert, 1783) - nibbio bruno
- Milvus aegyptius (J.F.Gmelin, 1788) - nibbio beccogiallo